# Wesley Brown

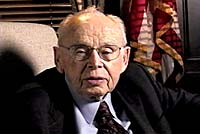
Wesley Brown

Wesley Ernest Brown (Hutchinson (Kansas), 22 juni 1907 - Wichita (Kansas), 23 januari 2012) was een Amerikaans jurist. Hij was rechter bij de United States District Court for the District of Kansas van 4 april 1962 tot zijn dood op 23 januari 2012. Hij was zowel de langstzittende federale rechter en als de oudste federale rechter die nog steeds zaken behandelde in het rechtsstelsel in de Verenigde Staten.

## Vroeger carrière
Brown werd geboren in Hutchinson, Kansas de zoon van Morrison (Morey) Houston Heady Brown en Julia Elizabeth Wesley Brown. Hij behaalde zijn Bachelor of Laws aan de Kansas City School of Law in 1933. Hij werkte in een privé-praktijk in Hutchinson tussen 1933 en 1944, waaronder een periode als provinciaal advocaat voor Reno County Kansas van 1935 tot 1939. Van 1942 tot 1944 was hij de secretaris van de vennootschapsbelasting en de advocaat van Aircraft Manufacturers Houtwerk. Hij sloot zich aan bij de marine in 1944, werd daar luitenant en diende tot 1946. Hij keerde daarna terug naar de privé-praktijk in Hutchinson waar hij werkte tot 1958. Van 1958 tot 1962 was hij rechter gespecialiseerd in faillissementszaken bij het United States District Court voor het District van Kansas.

## Rechter
Op 8 maart 1962 werd hij door president John F. Kennedy genomineerd om een zetel in het Federal District Court voor Kansas als opvolger van Delmas Hill. Brown werd bevestigd door de Amerikaanse Senaat op 2 april 1962, en ontving zijn commissie twee dagen later. Hij diende als opperrechter van 1971 tot 1977, en de kreeg senior status op 1 september 1979, en bleef de zaken tot aan zijn dood te horen. Later in zijn leven had Brown zijn werklast verlicht om te compenseren met zijn gevorderde leeftijd. In maart 2011 stopte hij met horen van nieuwe strafzaken, hoewel hij nog steeds civiele zaken hoorde. 

## Overlijden
Brown stierf op de avond van 23 januari 2012 op 104-jarige leeftijd in het begeleid woning centrum in Wichita waar hij de laatste paar jaar woonde.